# Tauleta de cera
Una tauleta de cera és un suport de fusta o de vori i cobert amb una capa de cera, sovint relligada a una altra tauleta a manera de coberta, en forma de díptic de «doble fulla». Es va utilitzar com a superfície d'escriptura reutilitzable i portàtil en l'antiguitat i durant tota l'edat mitjana. Les cartes de Ciceró esmenten l'ús de cerae, i s'han conservat mostres de tauletes de cera en dipòsits embassats d'aigua al castrum romà de Vindolanda al Mur d'Hadrià. Mant museu europeu conserva llibres medievals de tauletes de cera.
L'escriptura a la superfície de cera es feia amb un instrument punxegut, un estil. Com a esborrador s'emprava un instrument semblant a una espàtula de vora recta (sovint situada a l'extrem oposat de la punta del llapis). L'expressió moderna «fer taula rasa» prové de la locució llatina tabula rasa, ‘taula esborrada, full en blanc’. Per a autentificar documents, es feia servir un segell o estampilla, com se'n va trobar un a l'excavació de la Torre de la Sal a Cabanes.
Les tauletes de cera es feien servir arreu, per a anotacions d'estudiants o secretaris com per a registres comptables. També s'hi empraven les primeres formes de taquigrafia.

## Ús a l'antiguitat

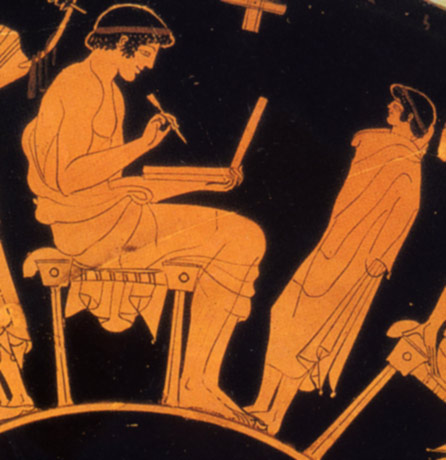
Escriptura amb llapis i tauleta de cera plegable. Duris, cap al 500 aC (Berlín).

L'exemplar més antic que se'n conserva és una tauleta de boix amb frontissa d'ivori recuperats del naufragi Uluburun del segle xiv aC prop de Kaş a la moderna Turquia el 1986. Aquesta troballa va confirmar a més que la referència a l'escriptura de tauletes a Homer no era anacrònica. Una excavació arqueològica el 1979 a Durrës a Albània, va descobrir dues tauletes de cera fetes d'ivori en una tomba que hauria pertingut a un prestador de diners del segle ii.
Els grecs probablement van començar a utilitzar el parell plegable de tauletes de cera, juntament amb el pergamí de cuir a mitjan segle viii aC. Liddell & Scott, edició de 1925, dona l'etimologia de la paraula per a la tauleta d'escriptura, deltos (δέλτος), de la lletra delta (Δ) basada en autors i escriptures grecs i romans antics, a causa de la forma de les tauletes per explicar-la. Una teoria alternativa sosté que ha conservat la seva designació semítica, daltu, que originalment significava «porta», però que s'utilitzava per escriure tauletes a Ugarit al segle xiii aC. En hebreu el terme va evolucionar a daleth.
Al primer mil·lenni aC es feien servir tauletes d'escriptura a Mesopotàmia, així com a Síria i Palestina. Un panell de pedra esculpida que data del 640-615 aC que va ser excavat des del palau sud-oest del governant assiri Sennacherib, a Nínive a l'Iraq (British Museum, ME 124955), representa dues figures, una que tanca clarament un rotlle i l'altra portant el que es creu que és un díptic obert. Berthe van Regemorter va identificar una figura similar a l' Estela neo-hitita de Tarhunpiyas (Musée du Louvre, AO 1922.), que data de finals del segle viii aC, a qui es veu sostenint el que pot ser una forma de tablatura amb un tancament de botó únic. Es van trobar tauletes d'ivori a les ruïnes del palau de Sargon a Nimrud. Margaret Howard va suposar que aquestes tauletes podrien haver estat connectades juntes mitjançant un enginyós sistema de frontisses amb trossos de cuir tallats que s'assemblaven a la lletra "H" inserida en ranures al llarg de les vores per formar una estructura de concertina.

## Ús de l'època medieval a la moderna

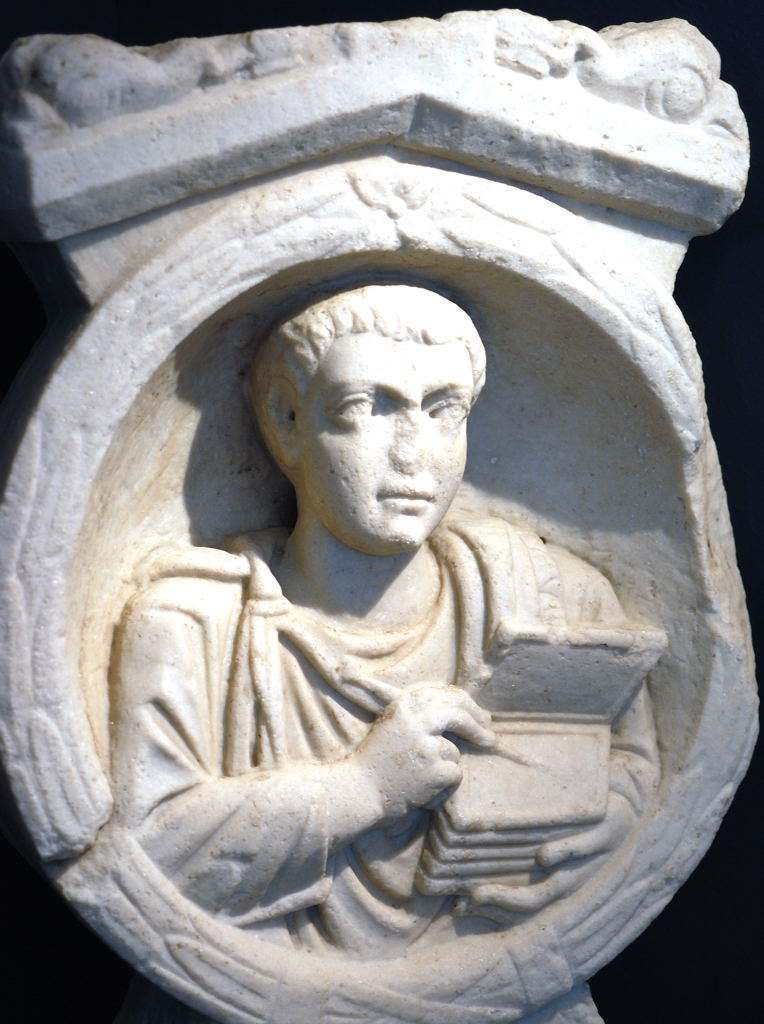
Escrivà romà amb el seu llapis i tauletes a la seva estela de tomba a Flavia Solva a Noricum.

Hériman de Tournai (1095–1147), monjo de l'abadia de Sant Martí de Tournai, va escriure «Fins i tot vaig escriure una certa quantitat en tauletes».
Un exemple notable de llibre de tauletes de cera són els registres de servitud que l'hospital de la ciutat més antiga d'Àustria, Enns, va establir el 1500. Deu plats de fusta, de 375 × 207 mm i disposades en 90 pila de mm (3,54 polzades), es divideixen cadascuna en dues meitats al llarg de l'eix llarg. Els deutes anuals deguts s'escriuen en pergamí o paper enganxat als costats esquerrans. Els deutes rebuts es van registrar per deducció (i posteriorment esborrats) als respectius laterals drets, que estan coberts amb cera d'escriptura negre marró. El material es basa en cera d'abella i conté un 5-10% d'olis vegetals i pigments de carboni; té un punt de fusió d'uns 65 ° C. Aquest volum és la continuació d'un anterior, que es va iniciar el 1447.
Les tauletes de cera es van utilitzar per a registres comercials d'alt volum d'importància transitòria fins al segle xix. Per exemple, l'autoritat minera de sal de Schwäbisch Hall va emprar registres de cera fins al 1812. El mercat del peix de Roan els va utilitzar fins i tot fins a la dècada de 1860.